# エフエム青森ニュース
『エフエム青森ニュース』（エフエムあおもりニュース）は、エフエム青森で放送されているローカルニュース番組である。

## 概要
1987年4月1日の開局から自社制作のニュースタイトルとして使われてきたが、2022年4月4日以降は定時の自社制作のニュース番組は放送されていない。それ以後は、『JFNニュース』を『FM青森ニュース』として放送する形をとっている。ただし、該当時間帯にローカルスポンサーが付かない場合にはオープニングの差し替えをせず、放送上では『JFNニュース』のまま放送する。
2022年3月31日までは、平日朝の生情報番組『Ao-Mor-Ning』でエフエム青森のスタジオからアナウンサーが読売新聞配信のニュースと青森県内の話題を伝えていた。なお、ニュースは地元新聞社（東奥日報・デーリー東北・陸奥新報など）からの配信を受けておらず、主に全国ニュースを放送したこともあり、青森県内のローカルニュースは重大なものでない限りは放送されていなかった。
自社制作のニュース番組に代わるものとして、夕方情報番組『RADI-MOTT!』で当日の東奥日報から青森県内の話題を紹介するコーナーを設けている。2022年3月までは、『Ao-Mor-Ning』でも同様のコーナーで当日の読売新聞青森県版から紹介していた。

## 放送時間（2023年10月現在）
放送内容は全て『JFN NEWS』
太字はスポンサーがついており、『FM 青森ニュース』として放送。

### 月曜 - 金曜
- 7:55 - 『今朝のニュース』として放送
- 15:55 / 20:55 / 21:55 / 24:55

### 土曜
- 8:55 / 11:55 / 12:55 / 14:55 / 16:55 / 18:55 / 20:55 / 21:55 / 22:55

### 日曜
- 8:55 / 11:55 / 12:55 / 14:55 / 17:55 / 18:55 / 20:55 / 21:55 / 22:55

## 2006年3月までの自社制作ニュース放送時間
2006年3月までは複数の時間帯で自社制作ニュースを伝えていた。

### 月曜 - 金曜
- 7:55 / 8:54 / 12:55 / 15:55 / 17:35 / 19:55

### 土曜
- 8:55 / 12:55 / 15:55

## 2004年3月までの日曜の自社制作ニュース放送時間
日曜放送分もこの時期までは自社制作ニュースであった。
- 8:55 / 12:55 / 15:55 / 17:55

## 担当アナウンサー

### 過去

#### 自社制作分
- 平日7:42頃
  - 中里玲奈（月曜 - 木曜）
  - 坂口千夏（金曜）

## その他
- 朝の時間帯は平日朝の自社制作情報番組が一時終了した2005年4月 - 2013年3月の間も青森制作のニュースを7:55頃と8:55頃に放送していたが、2013年4月 - 2020年3月はOH! HAPPY MORNING内で7:55頃に放送される「今朝のニュース」をそのまま放送していた。平日朝の自社制作情報番組が終了した2022年4月以降も同様の体制がとられている。
- 夕方の時間帯は16:50（月曜 - 木曜）・17:00（金曜）・18:00（月曜 - 金曜）で放送していたが、2020年3月をもって終了した。
- 過去には平日8:55と11:55のJFNニュースもネット受けしていた。
- 2000年代前半までは朝日新聞社から配信を受けていた。